# KulturNav
KulturNav là một dịch vụ phần mềm dựa trên đám mây của Na Uy, cho phép người dùng tạo, quản lý và phân phối thẩm quyền tên và thuật ngữ, tập trung vào nhu cầu của các bảo tàng và các tổ chức di sản văn hóa khác. Phần mềm được phát triển bởi KulturIT ANS và dự án phát triển được tài trợ bởi Hội đồng Nghệ thuật Na Uy.
KulturNav được thiết kế để tăng cường quyền truy cập vào thông tin di sản trong kho lưu trữ, thư viện và bảo tàng, làm việc giữa các tổ chức với siêu dữ liệu chung. Do đó, nhiều tổ chức có thể hợp tác để xây dựng một danh sách đặt tên và thuật ngữ tiêu chuẩn. Siêu dữ liệu được xuất bản dưới dạng dữ liệu mở liên kết (linked open data - LOD), có thể được liên kết hơn nữa với các tài nguyên LOD khác. Giao diện lập trình ứng dụng (API) hiện hỗ trợ các yêu cầu HTTP GET để đọc dữ liệu. Các cuộc gọi API hiện không được xác thực hoặc ủy quyền. Điều này có nghĩa là hệ thống chỉ trả về nội dung được xuất bản mà bất kỳ người dùng nào cũng có thể đọc được. Hệ thống được phát triển với Play Framework cùng với Solr và jQuery.
Công ty KulturIT, ra mắt năm 2013, thuộc sở hữu của năm bảo tàng Na Uy và một Thụy Điển. IĐây là một tổ chức phi lợi nhuận với tất cả thặng dư sẽ đưuọc dùng cho phát triển.
Trang web được ra mắt vào ngày 20 tháng 1 năm 2015 và hiện đang được sử dụng bởi khoảng 130 bảo tàng ở Na Uy, Thụy Điển và Åland. Vào tháng 3 năm 2015 cổng đăng kí nhiếp ảnh quốc gia của Thụy Điển đang trong quá trình chuyển sang trang KulturNav. Một cổng đăng kí của các kiến trúc Thụy Điển cũng có sẵn thông qua Kulturnav.